# 이와타케 가쓰야
이와타케 가쓰야(일본어: 岩武 克弥, 1996년 6월 4일 ~ )는 일본의 축구 선수이다. 과거 오이타 트리니타에서 활동하였다.

## 구단 경력
그는 2014년부터 J리그의 오이타 트리니타, 우라와 레즈, 요코하마 FC에서 뛰었다.